# Лара Крофт
Ла́ра Крофт (англ. Lara Croft) — главная героиня серии компьютерных игр Tomb Raider. Также персонаж фильмов, мультсериала, книг и комиксов.
Была придумана Тоби Гардом и впервые появилась в игре Tomb Raider, выпущенной в 1996 году. Лара Крофт представлена как женщина-археолог, умная и спортивная, которая зачастую рискует жизнью в местах, полных опасностей — древних руинах, гробницах, где её подстерегает множество ловушек и головоломок, а также огромное количество самых разнообразных врагов — археологи-конкуренты, бандиты, опасные животные (включая динозавров) и множество мифических существ. В перезапуске игры в 2013 году был сильно изменён характер главной героини. Её сделали моложе, ранимей и более похожей на реального человека. Лара Крофт считается значимым персонажем в индустрии компьютерных игр.

## Общие данные
Ниже приведены данные ранней версии биографии Лары, использовавшейся в первых шести частях игры:
- Дата рождения: 14 февраля 1959 (в 4-й части по другим данным 1968)
- Место рождения: Графство Суррей, Лондон, Соединённое Королевство
- Место жительства: поместье Крофт (Букингемшир, Великобритания)
- Титул: Графиня Эббингдонская
- Национальность: англичанка
- Семейное положение: не замужем
- Знак зодиака: водолей
- Цвет волос: шатенка
- Цвет глаз: карий
- Рост: 175 см
- Вес: 52-57 кг
- Род занятий: археолог
- Параметры: 34D — 61 — 89

## Создание
Лара Крофт, основная героиня линейки игр серии Tomb Raider, первая часть которой начала разрабатываться в 1993 году, была придумана сотрудниками Core Design, компанией Eidos Interactive. Ведущий художник-график Тоби Гард разработал четыре дизайнерских наброска, до того как остановился на варианте окончательного внешнего вида персонажа. В самом начале Тоби Гард сосредоточился на создании персонажа, наиболее подходящего на роль искателя приключений и расхитителя гробниц, поэтому он задумал эдакий клон Индианы Джонса. Он придумал персонажа мужского пола, который орудовал кнутом и был одет в шляпу. Соучредитель Core Design Джереми Смит охарактеризовал протагониста как производную версию Индианы Джонса, и попросил Гарда добавить герою оригинальности.
В то время как Тоби начал писать первый дизайн-документ и работать над образом персонажа, у команды появилась идея, заключавшаяся в том, чтобы внедрить в игру возможность выбирать персонажей из нескольких. Также он заметил, что его коллеги по работе, играя в Virtua Fighter, отдают предпочтение женским персонажам. Тогда и возникла идея создать не только дизайн мужского, но ещё и дизайн женского персонажа. Источником вдохновения для неё послужили комиксы Tank Girl за авторством Джейми Хьюлетта (Jamie Hewlett) и шведская поп-певица Нене Черри (Neneh Cherry). Ещё позже, к нему пришло понимание того, что добиться внедрения обоих персонажей в игру будет очень сложно, так как он планировал добавить в игру кинематографичный стиль с проработанным сюжетом. Разработчикам пришлось бы делать в два раза больше работы по видео, что на тот момент было намного амбициозней изначальной задумки. Выбирая между уже созданным им дизайном Лары и этого парня, он предпочёл Лару.
Поначалу к выбору Гарда коллеги отнеслись со скептицизмом, поскольку главная героиня в те времена была крайне редким явлением и делать о ней игру было рискованно. Однако задумку всё-таки поддержали и, воодушевившись, Гард принялся додумывать образ персонажа. После различных экспериментов над образом была создана латиноамериканская женщина по имени Лаура Крус (Laura Cruz), но руководство компании предложило переделать её имя на английский манер — героиня стала Ларой Крофт, имя которой было взято из телефонной книги из-за того, что звучало «привычнее для британского уха». Биография девушки была скорректирована так, чтобы учитывалось её британское происхождение.
Помимо всего вышеописанного, на Тоби Гарда также повлияли такие фильмы, как «Круто сваренные» и «Эон Флакс».

## Актёры

### Озвучивание в играх
- Шелли Блонд в Tomb Raider (1996);
- Джуди Гиббинс в Tomb Raider II: The Dagger of Xian (1997) и Tomb Raider III: Adventures of Lara Croft (1998);
- Джонелл Эллиотт в Tomb Raider IV: The Last Revelation (1999), Tomb Raider V: Chronicles (2000) и Tomb Raider VI: The Angel of Darkness (2003);
- Кили Хоус в Tomb Raider: Legend (2006), Tomb Raider: Anniversary (2007), Tomb Raider: Underworld (2008), Lara Croft and the Guardian of Light (2010) и Lara Croft and the Temple of Osiris (2014);
- Шарлотта Спэри — голос маленькой Лары Крофт в Tomb Raider: Legend (2006);
- Камилла Ладдингтон в Tomb Raider[2] (2013), Rise of the Tomb Raider (2015) и Shadow of the Tomb Raider (2018);
- Эбигейл Штальшмидт в Lara Croft: Relic Run[англ.] (2015);
- Харриет Перринг — голос маленькой Лары Крофт в Rise of the Tomb Raider (2015);
- Франческа Эстон — голос маленькой Лары Крофт в Shadow of the Tomb Raider (2018);
- Елена Соловьёва — русский голос Лары Крофт в The Last Revelation, Chronicles, The Angel of Darkness, Legend, Tomb Raider: Anniversary, Tomb Raider: Underworld и ремастированных сборниках Tomb Raider I—III Remastered, Tomb Raider IV—VI Remastered;
- Полина Щербакова — русский голос Лары Крофт в Tomb Raider (2013), Rise of the Tomb Raider (2015) и Shadow of the Tomb Raider (2018)[3].

### Фильмы
- «Лара Крофт: Расхитительница гробниц» (2001) — Лару Крофт сыграли Анджелина Джоли и Рейчел Эпплтон. Русский голос — Наталья Казначеева;
- «Лара Крофт: Расхитительница гробниц: Колыбель жизни» (2003) — Лару Крофт сыграла Анджелина Джоли. Русский голос — Наталья Казначеева;
- «Tomb Raider: Лара Крофт» (2018) — в фильме Лару Крофт сыграют актрисы Алисия Викандер, Эмили Кэри и Мейзи де Фрейтас. Русский голос — Татьяна Ермилова.

### Анимационный сериал
- Re\Visioned: Tomb Raider Animated Series (2007) — в мультсериале Лару Крофт озвучила актриса Минни Драйвер[4].

### Модели
За период с 1996 по 1997 год Лару Крофт представляли сразу три девушки, нанятые для рекламы на мероприятии European Computer Trade Show, среди которых была светская львица и телеведущая Кэти Прайс. Впрочем, наибольшую известность получила Натали Кук, которая считается первой официальной моделью. Кук также отметилась на съёмках в британском журнале PC Zone, позже — в газете The Mirror. Второй официальной моделью Лары на период с 1997 по 1998 год стала Рона Митра, имеющая ирландско-индийское происхождение.
Известная и до работы над игрой, популярность Роны резко увеличилась после проведения выставок ECTS и E3. В интервью она рассказывала: «Помню, я получила очень трогательное письмо от двенадцати мальчиков, поклонников Tomb Raider, которые живут в Эксетере. Они просили меня выйти за них замуж, причём за всех одновременно! Они даже разработали специальную программу, по которой собирались делить меня между собой еженедельно!». В 1998 к негодованию поклонников серии Митра была уволена, по предположению прессы — в связи с истечением срока действия контракта. Ни одна из сторон не давала никаких комментариев по этому поводу.
- Кэти Прайс — 1996;
- Натали Кук — 1996—1997;
- Ванесса Дэмой — 1997;
- Рона Митра — 1997—1998;
- Нелл Макэндрю — 1998—1999;
- Лара Веллер — 1999—2000;
- Эллен Роше — 2000;
- Люси Кларксон — 2000—2002;
- Джилл де Йонг — 2002—2004;
- Карима Эдебайб 2006—2007;
- Элисон Кэролл 2008—2010.

Нелл МакЭндрю была немедленно уволена за то, что, будучи в образе Лары Крофт, сфотографировалась обнаженной для журнала Playboy. Проблема была также в том, что на обложке было написано о Ларе Крофт и Tomb Raider, из-за чего компания Eidos пригрозила издательству судом. Позже эти строки были быстро удалены.
14 февраля 2006 года было объявлено, что новой Ларой Крофт станет до тех пор неизвестная 20-летняя модель из Лондона Карима Эдебайб, которая уже начала проходить тренировочную программу, чтобы убедительно изобразить свою героиню.
11 августа 2008 года Eidos представил миру новое лицо Лары Крофт, им стала 23-летняя британская модель Элисон Кэролл. Элисон представляла в образе Лары игру Tomb Raider: Underworld на последующих релизах и выставках. Элисон — тренер по акробатике и спортивной гимнастике.
Многие модели, изображавшие Лару, были показаны в майском номере журнала FHM в честь выхода Tomb Raider: Anniversary.
Модели, исполнявшие роль Лары, попали в книгу рекордов Гиннесса за наибольшее количество официальных реальных исполнителей.
После нового перезапуска серии игрой Tomb Raider (2013), компанией Square Enix было решено прекратить рекламирование игр серии Tomb Raider с помощью официальных моделей Лары Крофт. Позже, в 2016 году разработчики решили, что у игр серии Tomb Raider должны быть официальные косплееры, которые, в то же время, будут являться официальными послами Tomb Raider. Например, косплеер Дженн Крофт получила такую привилегию в США, а косплеер под псевдонимом Illyne во Франции. Начиная с игровой выставки E3 2015, такой ранг получали лишь особо отличившиеся поклонники — представители различных фан-сайтов. Кроме того, в 2016 году многие редакторы фан-сайтов стали получать статус официальных послов-переводчиков.
Также разработчики сообщили, что косплееры могут получать уведомления о мероприятиях, заполнив специальную анкету. В анкете также есть пункты для более амбициозных косплееров, желающих получить звание официальных послов. Эта функция предназначена только для тех, кто считает себя достойным косплеером и после получения вышеупомянутого статуса, обязывает такое лицо участвовать в различных официальных мероприятиях, связанных с играми серии Tomb Raider и Lara Croft.

## Характеристика

### Сценарии
В серии Tomb Raider есть три различных сценария. Первый был создан Core Design, в него входят шесть игр. Второй был представлен Crystal Dynamics в Tomb Raider: Legend, в нём события совсем не связаны с хронологией предыдущих шести игр. Третий сценарий показывает нам игра Tomb Raider (2013), являющаяся новым перезапуском серии. Первые два сценария были созданы при участии Тоби Гарда, а последний был им одобрен.

### История
По первому сценарию, в игре Tomb Raider говорится о рождении Лары и о том, как она воспитывалась, окружённая богатством и роскошью. Её отцом был Лорд Ричард Хеншингли Крофт. В возрасте 21 года Лара попала в авиакатастрофу — самолёт, на котором она летела, разбился в Гималаях, и Лара единственная осталась жива. Этот случай вдохновил Лару оставить мирный и безопасный образ жизни и посвятить себя приключениям.
В Tomb Raider: The Last Revelation показаны ещё несколько эпизодов из жизни Лары. В 16 лет она присоединилась к известному археологу Вернеру Фон Крою в его экспедиции в Камбоджу. Определённые события привели к их вражде, но также способствовали заинтересованности Лары в древних цивилизациях и артефактах.
Второй сценарий в Tomb Raider: Legend показывает нам совершенно иную историю. В возрасте 9 лет Лара летела на самолёте со своей матерью Амелией Крофт; самолёт потерпел крушение в Гималаях. Однако, Амелия и Лара остались живы и спустя несколько дней дошли до некого храма, внутри которого был обнаружен неизвестный постамент с порталом. После того, как Лара его случайно активировала, нажав на торчащий из постамента меч, её мать, пытаясь защитить дочь, исчезла в тот момент, когда попыталась извлечь артефакт. Лара убежала, оставив в детском рисунке схему, как активировать портал снова. Позже Лара кое-как за десять дней смогла добраться до Катманду и связаться с отцом. Своё детство она провела под его пристальным наблюдением, к тому же, будучи археологом, он часто брал её с собой в экспедиции. Меж тем её отец никогда не оставлял надежду, что миссис Крофт жива, и пытался её найти. Когда Ларе было 18 лет, её отец умер при невыясненных обстоятельствах, она получила наследство и титул Графини Аббингдонской. Согласно Tomb Raider: Legend и Tomb Raider: Underworld, Лара должна выяснить правду о смерти её родителей. В Lara Croft and the Guardian of Light Лара Крофт отправилась в горы Центральной Америки на поиски давно потерянного Храма. Наёмники, украв артефакт, позволили Ксанксольту вернуться в этот мир, за что поплатились своими жизнями. Тотэк, обвинив Лару в произошедшем, решает сотрудничать с ней, чтобы вернуть зеркало. Если артефакт не вернётся к силам Света, Ксанксольт использует власть зеркала чтобы погрузить мир в вечную темноту.
Детали третьего сценария нам показывает игра Tomb Raider. После окончания обучения в колледже молодая и неопытная Лара Крофт отправляется в экспедицию к островам у берегов Японии в Треугольник Дракона, считающийся противоположностью Бермудского треугольника. Спустя три дня корабль попадает в шторм, и буря разламывает судно на две половины, отделяя Лару от остальной команды. Протагонистка попадает на таинственный остров Яматай. Лара пытается выжить, тем самым набирается опыта и понимает, что расхитительница гробниц — это её призвание.

### Личность
Лара — это уверенный в себе, независимый и упорный человек. Она очень храбрая и редко показывает страх даже в самых опасных ситуациях. Тем не менее в разных сценариях она изображена по-разному. В первом Лара представлена очень загадочной, скрытной, хладнокровной. В Tomb Raider: Legend она беззаботна и более открыта с окружающими. Это особенно проявляется как в её отношении к помощникам Уинстону, Зипу, Алистеру и Анае, так и к прошлым знакомым (подруга Аманда).
В перезапуске серии Tomb Raider (2013) Лара показана как умная, добрая, чуткая девушка, которая закаляет свой характер и становится более похожей на классическую Лару Крофт.

### Обсуждение
Многие игроки жестко критикуют игру за то, что её главная героиня невероятно кровожадна и практически не оставляет игрокам выбора избежать убийств других персонажей. Особенно критично отнеслись к Tomb Raider III.
Однако, данная концепция была немного изменена в последней, на данный момент, из перезапуска серии игре Shadow of the Tomb Raider, где присутствует больший упор на стелс-прохождение. Ещё один спорный вопрос, касающийся убийства диких животных — тигров, ягуаров и прочих. По отношению к ним в Tomb Raider: Legend Лара не так жестока: она убивает их, но лишь в случаях самообороны, после чего очень раскаивается.
Ей очень больно вспоминать смерти своих друзей (флешбеки в игре), она также испытывает жалость, когда видит замороженные трупы советских учёных (Tomb Raider: Legend, уровень «Казахстан»).

### Внешность
После выхода Legend рецензенты так описывали Лару: «Сначала это была пластиковая кукла, которая при падении с большой высоты издавала глухой деревянный звук; потом порнозвезда с повышенным содержанием силикона. Новая Лара — красотка каких поискать. Точёная фигурка, грудь нормальных размеров (в кои-то веки!), взаправдашняя кожа, большие выразительные глаза». Другие издания отмечали сходные изменения: «Сказать, что Лара похорошела, — не сказать ничего. Её новый облик бесподобен. Едва ли не любой скриншот с ней крупным планом — готовая обложка для глянцевых журналов. Из силиконовой куклы она наконец-то превратилась в реального человека. Ценой собственной косы». Согласно официальной информации, с первой части и вплоть до Tomb Raider: Angel of Darkness размер груди у Лары был 36D. То есть 101—104 см в обхвате, а в переводе на российскую систему — четвёртый размер. В Tomb Raider: Legend модель груди была уменьшена до размера 34C, 93—96 сантиметров в обхвате, то есть «тройка». Согласно игровым опросам, Лара Крофт одевается «хуже всех».

#### Критика
Некоторые поклонники, как и сам Тоби Гард, считают, что за Ларой Крофт давно закрепился статус своеобразного секс-символа среди игроков, тем более в рекламах игр и их оформлениях её внешности уделяется больше внимания, нежели её жестокому характеру. В ответ на это создатели Tomb Raider: Legend заявили, что в новой игре Лара станет «скромнее», это сделано для привлечения женской аудитории. Тем не менее в Tomb Raider: Legend Крофт появилась в том же полуголом виде и с тем же оружием, что и в предыдущих играх. Многие высмеивают её формы за нереалистичность, ссылаясь на отношения ИМТ.

### Богатство
Лара унаследовала от своих родителей не только титул графини, но и внушительное состояние. Размеры состояния меняются, Лара тратит много средств на финансирование своих путешествий и розысков артефактов, но с другой стороны и зарабатывает деньги, продавая антиквариат.
Журнал Forbes несколько раз помещал леди Крофт в свои списки богатейших вымышленных персонажей — в 2005 году 13 место и оценочная стоимость состояния 1 миллиард долларов, в 2007 году — 14 место и 1 миллиард, в 2008 году состояние Лары уменьшилось до 900 миллионов, но также 14 место в рейтинге, в 2013 Лара разбогатела до 1,3 миллиарда долларов и получила 12 место в рейтинге. Лара является одной из немногих женщин в этих списках и единственной появляющейся несколько раз. А в 2012 году тот же журнал поставил поместье Крофт на 13 место в списке самых дорогих домов, оценив его стоимость в 46,1 миллионов долларов

### Одежда и оружие
Традиционная одежда Лары состоит из светло-голубой майки, светло-коричневых шорт, высоких ботинок, белых носков, перчаток без пальцев, ремня с двумя кобурами, а также небольшого рюкзака. В таком виде её можно увидеть в каждой части Tomb Raider. Тем не менее, в течение игры она может менять свои наряды на подводный костюм (или даже бикини) или же на тёплую одежду в зависимости от условий.
Стандартное оружие Лары — это два пистолета, которые не идентифицируются в игре. По крайней мере, во второй и третьей частях игры это, предположительно, FN Browning Hi-Power. Однако она может приобретать и настоящее огнестрельное оружие, например, Desert Eagle, Heckler & Koch USP, дробовик и винтовку. Также Лара использовала крюк, в Tomb Raider: Legend заменённый на магнитную «кошку». В Tomb Raider: Anniversary она вновь использовала крюк, так как это более традиционное оборудование. В Tomb Raider: Legend Лара впервые использует КПК. В Tomb Raider: The Angel of Darkness она встречается с большим количеством оружия, среди которого есть любимый многими игроками шокер. Парных пистолетов в этой версии нет, но это компенсируется.
В игре-перезагрузке разработчики отошли от стандартного образа Лары Крофт, закрепившегося в предыдущих играх серии. Процесс переосмысления дизайна главной героини был таким же сложным, как и фундаментальные изменения во франшизе. Любые преобразования облика Лары тщательно обдумывались. Наиболее трудной задачей для создателей было найти золотую середину между узнаваемостью и новизной, силой и уязвимостью, а также триадой «интеллект — мускульная масса — миловидность». Брайан Хортон объяснял, что создание персонажа начинается с вопросов, кем является этот человек и какова его мотивация. Только после проработки биографии героини художник приступил к непосредственной работе над протагонисткой. Целью разработчиков было создание девушки, которая бы казалась всем хорошо знакомой, но в то же время имела в себе какую-либо отличительную черту. Что-то в её взгляде и выражении лица должно побуждать игрока позаботиться о ней. Художники добивались сопереживания к главной героине, чтобы в конечном итоге игроки увидели внутреннюю силу девушки.
Для основы 3D-модели протагонистки использовались проекции нескольких девушек. Разработчики обращали внимание на такие физические характеристики, как структура кости и «детский жирок» на лице. После создания силуэта художники оставили без изменений М-образную форму губ, классическую косу и пространственное соотношение между глазами, носом, ртом. Было принято решение отказаться от суровости лица, форма которого стала более мягкой и округлой. Сам персонаж приобрёл более правдоподобные физические пропорции — небольшой объём груди, худощавое телосложение, более низкий рост. Каноничный «конский хвост» Лары был скорректирован, волосы, являющиеся, по выражению разработчиков, значимой частью визуального языка, стали достигать середины спины. Такой ход использован с целью придания причёске подвижности. По мнению арт-директора, колыхание волос на ветру как бы рассказывает свою собственную историю, создаёт эффект драмы. Впрочем, изначально планировалось сделать героине короткую причёску. Разработчики провели сравнение реакции на предыдущие инкарнации Лары и её новую версию. Если ранее большинство респондентов особо выделяли в героине грудь и талию, то теперь всё внимание было сосредоточено на «пронзительных» глазах. Задумка Хортона состояла в создании такой Лары, которая бы соразмерно выглядела рядом с мужчиной. Именно поэтому её рост уменьшился — героине не требуются «амазонские пропорции».
В Tomb Raider Лара одета в походные военные штаны, двухслойный топ, спортивный лифчик и ботинки. Футболка у Лары светло-серая, но при определённом освещении кажется голубоватой — таким образом разработчики отдали дань уважения классическому дизайну. Художники сконцентрировались на функциональности и практичности одежды, а не на её внешнем виде. В ответ на вопросы фанатов о смене устоявшегося дизайна Хортон заявил, что новая одежда подходит к её внешнему виду, возрасту и совпадает с формой остальной экспедиции. На ранних этапах разработки доминирующим цветом в одеянии Лары был серый, позже голубой, а в итоге был выбран более нейтральный цвет. Цветовая гамма экипировки меняется по ходу игры в зависимости от освещения и эмоций протагонистки. Финальный штрих для Крофт составили две серёжки в правом ухе и нефритовое ожерелье на витом шнурке. Итоговый образ оказался современен и в то же время оставался вне времени — «… мы не хотели, чтобы она выглядела слишком модно, или чересчур стильно, но она по-прежнему должна быть молодой и актуальной». Созданный облик ориентирован не только на мужскую аудиторию, но и на женскую.

### Найденные артефакты

#### В играх
- Сцион Атлантиды, Ковчег Завета — Tomb Raider;
- Статуя Бастет — Tomb Raider Gold: Unfinished Business;
- Кинжал Сианя, Сераф, Талион — Tomb Raider II: The Dagger of Xian;
- Золотая маска Торнарсука — Tomb Raider II Gold: The Golden Mask;
- Камень Инфада, Глаз Исиды, Элемент 115, Кинжал Ора — Tomb Raider III: Adventures of Lara Croft;
- Длань Ратмура — Tomb Raider III Gold: The Lost Artifact;
- Золотая маска, Амулет Гора, Доспехи Гора, Церемониальная табличка — Tomb Raider: The Last Revelation;
- Философский камень, Копьё Лонгина, Бестиарий, Ирис — Tomb Raider: Chronicles;
- Камень кошмаров — Tomb Raider: The Nightmare Stone;
- Меч Паву — Tomb Raider: Curse of the Sword;
- Том Иезекииля, Магические камни — Tomb Raider: The Prophecy;
- Хрустальные кинжалы, Гравюры Обскура, Картины Обскура, Перчатка Экхардта, Санглиф, Чиругаи — Tomb Raider: The Angel of Darkness;
- Экскалибур, Ключ Галали, Камень душ, Щит Ланселота, Мифический меч — Tomb Raider: Legend;
- Наследие — Tomb Raider: Anniversary;
- Мьёльнир, Перчатки Тора, Пояс Тора, Мифический меч — Tomb Raider: Underworld;
- Камень Эйтра — TRU — Beneath the Ashes, TRU — Lara’s Shadow;
- Зеркало дыма — Lara Croft and the Guardian of Light;
- Атлант Запределья, Осколок жизни, Зеркало духов — Lara Croft GO.

Перезапуск:
- Атлас, Святой источник (Камень бессмертия) — Rise of the Tomb Raider;
- Серебряный ларец Иш-чель, Кинжал Чак-чель — Shadow of the Tomb Raider.

##### В фильмах
- Треугольник Света, Всевидящее Око (ключ) — «Лара Крофт: Расхитительница гробниц»;
- Ящик Пандоры, Сфера (карта) — «Лара Крофт: Расхитительница гробниц: Колыбель жизни».

#### В книгах
- Амулет Марейша — Lara Croft: Tomb Raider: The Amulet of Power.

## Впоп-культуре
И критики, и поклонники игры считают, что Лара Крофт оказала немалое влияние на массовую культуру. Лара появлялась на обложках сотни журналов, а в июне 1997 года даже появлялась в музыкальном журнале The Face. Это случилось после того, как знаменитая рок-группа U2 взяла разрешение у студии Core Design на то, чтобы использовать образ Лары во время своего концертного тура PopMart Tour. Ко всему прочему, о Ларе Крофт выходило множество литературных произведений, а само словосочетание «Tomb Raider» не раз появлялось в названиях книг, имеющих отдалённое отношение к видеоиграм. Так, например, писатель Дуглас Коупленд в 1998 году в своей книге «Книга Лары: Феномен Лары Крофт» написал об эффекте воздействия Лары на поп-культуру, а в 2000 году вышла уже другая книга от Марка Коэна — Lara Croft: The Art of Virtual Seduction, которая была посвящена, в первую очередь, Ларе Крофт и тому, что делает её мировым явлением. Помимо этого, Лара также оставила свой след в сфере музыкального искусства:
- В 1996 году Eidos дала разрешение Натали Кук, официальной модели Лары Крофт, записать песню «Raider», но трек так и не был опубликован. Спустя 20 лет сама Натали поделилась оригинальной кассетой с песней, которая была преобразована в цифровой формат и выложена в открытый доступ[40]. У трека также есть два ремикса — «Dance Mix» и «Groovy Tomb Mix»[41][42];
- В 1997 году Рона Митра, будучи официальной моделью Лары Крофт, выпустила поп-сингл под названием «Getting Naked», а уже в 1998 году она выпустила свой первый музыкальный альбом «Come Alive». В 1999 году вышло переиздание этого альбома с некоторыми дополнениями под названием «Female Icon»[43];
- В октябре 1997 года Eidos организовала художественную выставку «Lara Goes Art» в Гамбурге, которая была приурочена к тогдашнему релизу Tomb Raider II. Специально для выставки были отобраны художественные произведения с Ларой Крофт, которые были представлены различными художниками и фанатами. Картины, представленные на выставке, были нарисованы маслом и с помощью аэрографа. Также там были работы, выполненные в стиле фото-истории, а также статуи самой героини от Марка Клиннерта. На этой выставке были также представлены кадры от SZM Studios с Ларой Крофт для анимационного музыкального клипа «Manner sind Schweine», который вышел в 1998 году. Сам клип был выпущен немецкой панк-группой Die Arzte[44][45];
- В 1999 году итальянский певец Эудженио Финарди[англ.] написал о ней песню, «Amami Lara» («Люби меня, Лара»), которую спел на фестивале Festival della canzone italiana в Сан-Ремо[46][47];
- В рамках промо-кампании фильма «Лара Крофт: Расхитительница гробниц», в 2001 году вышел клип группы U2 на песню «Elevation», которая являлась одной из заглавных композиций. Сами исполнители песни первоначально хотели пригласить на съёмку видеоклипа Анджелина Джоли, но ограничились кадрами из самого фильма[48];
- В рамках промо-кампании фильма «Лара Крофт: Расхитительница гробниц: Колыбель жизни», в 2003 году вышел клип группы Davey Brothers на песню «Heart Go Faster». В нём показаны кадры из самого фильма[49];
- В рамках промо-кампании фильма Лара Крофт: Расхитительница гробниц: Колыбель жизни, в 2003 году вышел клип группы Korn на песню «Did My Time». В съёмках клипа участвовала сама Анджелина Джоли. Также в нём показаны кадры из самого фильма[50];
- В рамках промо-кампании игры «Tomb Raider: Ангел Тьмы», в 2003 году был снят клип на промосингл «Angel of Darkness»[англ.] в исполнении немецкого певца Алекса Кристенсена и Yasmin K.[англ.]. В нём представлены сцены из самой видеоигры. Режиссёром музыкального видео является Николай Георгиев, а сама песня была выпущена Epic Records. Песня занимала 21 место в немецком чарте синглов и имеет 4 ремикса[51][52];
- 6 октября 2004 года состоялась премьера анимационного клипа на песню «Stand and Choose», в которой появилось более 50 персонажей видеоигр, включая Лару Крофт. Сам клип транслировался на каналах MTV, Spike TV, MTVU, MTV2 и N, а также на сайтах «Choose or Lose’s PRElection» и MTV.com. По задумке создателей клипа, персонажи решили создать объединение под названием «VG Unity», чтобы агитировать молодых людей голосовать на президентских выборах, которые проходили 2 ноября 2004 года. Продюсированием и написанием песни занимался Росс Робинсон (Limp Bizkit, Korn, The Cure), а сам клип был спродюсирован Тони Шиффом (MTV2 «Video Mods»)[53][54];
- 25 ноября 2006 года в концертном зале Хаммерсмит Аполло в Лондоне проходило мероприятие «Video Games Live», где в исполнении оркестра и хора прозвучала музыка из различных частей серии Tomb Raider. Исполнение сопровождалось световыми спецэффектами и показом видеоряда из самих игр на большом экране. Идентичное этому мероприятие проходило в городе Рио;
- В рамках промо-кампании игры Rise of the Tomb Raider, в 2015 году был выпущен клип с заглавным треком самой игры под названием «I Shall Rise» в исполнении солистки группы Yeah Yeah Yeahs и оскаровской номинантки Карен О. Певица ориентировалась на знаменитую работу Gloria Gaynor — I Will Survive. В клипе представлены сцены из самой видеоигры. Первоначально песня звучала в предрелизном трейлере игры — «Оставь свой след» (Make Your Mark). Также песня играла на всех телеканалах, где показывали рекламу Rise of the Tomb Raider[55][56][57][58];
- 6 октября 2016 года, во время прямого эфира с выставки New York Comic Con 2016, американская пианистка и композитор Соня Белоусова в рамках своего проекта Player Piano, представила музыкальное произведение в честь 20-летия серии Tomb Raider. Срежиссировал клип Том Грей (Tom Grey). Также талантливая команда тесно сотрудничала со студией Crystal Dynamics[59][60][61][62];
- В рамках празднования 20-летия серии TR, 18 декабря 2016 года состоялся 90-минутный концерт «Tomb Raider — Live in Concert», который первоначально анонсировал на выставке PAX East 2016 Нэйтан Маккри, композитор первых трёх частей серии. Концерт являлся частью музыкального проекта «Сюита Tomb Raider» (The Tomb Raider Suite), в рамках которого осенью 2016 года был выпущен альбом с саундтреками TR — TR III, а также их расширенные версии и вариации на компакт-дисках и в цифровом виде. Нэйтан Маккри рассказал, что сначала прослушал все композиции из первых трёх частей, а затем выбрал наиболее популярные среди фанатов и свои любимые. Нэйтан решил удлинить фрагменты тех треков, которые длились меньше 2 минут и 30 секунд, чтобы абсолютно все композиции длились около 3 минут. Маккри в течение 4,5 месяцев создал 90 минут музыки — на это у него ушло ровно 90 дней. Он сделал такой вывод на основе того, что каждый день составлял одну минуту музыки. После этого они были исполнены живым орекстром и записаны на студии Эбби-Роуд. Перезаписано было около 80 минут музыки. Все композиции, прозвучавшие на этом концерте, были исполнены в живую королевским филармоническим оркестром при содействии хора в театре Хаммерсмит Аполло в Лондоне. Во время выступления, над оркестром висел гигантский экран, на котором отображалась история TR через различные видео, архивные фото и интервью, тем самым дав возможность зрителям переосмыслить и вспомнить множество великих приключений Лары Крофт. Также планируется выпустить документальный фильм «Tomb Raider: Обновлённая версия» (Tomb Raider: Remastered), для которой запечатлеют все стадии — начиная от обработки треков до завершающего концерта. Ответственен за фильм будет режиссёр Мэттью Лонгфеллоу, который уже приложил руку к созданию документальных фильмов, связанных с музыкальной индустрией. Он также работал с такими группами, как Pink Floyd, Metallica и Queen[63][64].

Образ Лары Крофт примеряли на себе различные актрисы, ведущие, спортсменки и даже анимационные персонажи, в то время, как в некоторых произведениях она появлялась сама:
- Фильмах: «И целого мира мало» (1999)[65], «Спуск» (2005)[66] (упоминание), «Ральф» (2012)[67] (упоминание), «Первому игроку приготовиться» (2018)[68];
- Сериалах: Compañeros[69], «Элли Макбил» (2001)[70], «Затерянный мир» (2002), «Декстер» (2006)[71], «Хранилище 13» (2010), «Как я встретил вашу маму» (2012)[72];
- Мультсериалах: «Царь горы» (2002)[73][74], Totally Spies! (2003)[75], «Пукка» (2007)[76][77], «Шоу Луни Тюнз» (2012)[78], «Гравити Фолз» (2014)[79], «Кларенс» (2014)[80];
- Телепередачах: «Последний герой» (2008), «Большая разница» (2012)[81], American Ninja Warrior (2014)[82], World Wrestling Entertainment[83].

Кроме того, на Лару Крофт существует множество отсылок и упоминаний в различных видеоиграх, а в некоторых из них она появлялась сама:
- Появления: Shadow Warrior[85], Polda, Polda 2, Blip & Blop: Balls of Steel[86], «Рыбный фермер», Magicka, Evoland 2, Jurassic Escape Game 2015, Deus Ex: Mankind Divided[87] (диск с игрой). В игре Uncharted: The Lost Legacy героиня появилась благодаря пользовательской модификации, но получила широкое признание из-за качественной проработки[88].
- Упоминания: SiN, Art of Murder, Life Is Strange[89];
- Отсылки: Blood, Duke Nukem: Time to Kill[90], Duke Nukem: Land of the Babes, Discworld Noir[91], Spyro: Year of the Dragon[92], Druuna: Morbus Gravis, «Три богатыря, или Очень страшная сказка», Serious Sam: The Second Encounter, Serious Sam Double D (XXL), Hitman 2: Silent Assassin, Hitman: Absolution[93], Primal, «Петька 5», Asterix & Obelix XXL 2: Mission Las Vegum, Terraria, Drakensang Online, Assassin’s Creed IV: Black Flag, Lightning Returns: Final Fantasy XIII[94], «Ведьмак 3: Дикая Охота»[95], «Ведьмак 3: Дикая Охота — Кровь и вино»[96], The Simpsons Game[97].

Помимо этого, в игре Sacred 2: Fallen Angel можно встретить надгробную плиту, на которой написана фраза «Эту могилу уже разграбила Л. Крофт». А если играть в модификацию «Горький-18» игры Gorky 17 с переводом Дмитрия Пучкова («Гоблина»), то одного из персонажей будут звать Лара Крофтман. В оригинальной версии девушку зовут Джоан Макфадден.
Игры серии Tomb Raider также участвовали в различных выставках, а образ Лары Крофт был не единожды использован для создания различных произведений искусства:
- В 1999 году в парижском музее Гревен была представлена восковая фигура Лары Крофт из классики, а чуть позже из TR: The Angel of Darkness;
- В октябре 2003 года в Голливудском музее восковых фигур была представлена восковая фигура Лары Крофт из первого фильма;
- Восковая фигура Лары Крофт из первого фильма была представлена возле Музея восковых фигур Movieland в туристическом районе Клифтон-Хилл, находящийся в городе Ниагара-Фолс;
- В ноябре 2008 года, на одиннадцатом ежегодном Фестивале Шоколада в Нью-Йорке, тематика которого была посвящена супергероям, был представлен костюм Лары Крофт из различных сортов порошка какао бобов, которая была создана Дереком Пуарье, шеф-поваром французской шоколадной компании Валрона (Valrhona);
- В октябре 2010 года скульптура Лары Крофт из классических игр серии Tomb Raider была представлена во время открытия одной из выставок в дрезденском Музее человека;
- С апреля по 14 ноября 2011 года песчаная фигура Лары Крофт из первого фильма была представлена на пятом международном фестивале песка «Sandland» в турецком городе Анталья;
- С 23 января по 3 июля 2011 года в немецком Музее rock’n’pop[англ.], находящийся в городе Гронау, проходила выставка «imageb(u)ilder», на которой была представлена фигура Лары Крофт;
- C 10 ноября 2011 года по 9 января 2012 года в парижском Большом дворце проходила игровая выставка «Exposition — Game Story», на которой была представлена видеоигра Tomb Raider;
- С 16 марта по 30 сентября 2012 года в Смитсоновском музее американского искусства проходила выставка «Искусство видеоигр», на которой была представлена видеоигра Tomb Raider (1996). Игра была выбрана по итогам голосования, в котором принимали участие все желающие[98][99];
- С 31 марта по 12 августа 2012 года игры про Лару Крофт были представлены в лондонском музее Виктории и Альберта на выставке «Британский дизайн 1948—2012: инновации в современную эпоху»[100][101];
- С 6 октября 2012 года по 1 апреля 2013 года на выставке «Городская готика», которая проходила в Гронингенском музее, была представлена скульптура Лары Крофт за авторством Марка Бижла. В преддверии выставки был также создан плакат с изображением самой скульптуры;
- С 9 марта по 2 сентября 2013 года фигура Лары Крофт из TR: The Angel of Darkness в натуральную величину была представлена на выставке «Game On 2.0», которая проходила в научном центре города Онтарио. Помимо этого, Лара Крофт из этой же части была изображена на плакате, который был создан для выставки «Game On». Сама выставка проходила с 18 октября 2002 года по 2 февраля 2003 года в Национальном музее Шотландии и там также был представлен стенд игры TR: The Angel of Darkness[102];
- С 7 по 10 июля 2016 года проходила парижская выставка Japan Expo, где также находился стенд Square Enix. На стенде, помимо всего прочего, представили воллскроллы из Tomb Raider;
- В 2016 году песчаная фигура Лары Крофт из первого фильма была представлена на фестивале песчаной скульптуры в бельгийском городе Остенде;
- Фигуры Лары Крофт из классики и перезапуска присутствуют в экспозиции «Расхитительницы гробниц» у входа в берлинский Музей компьютерных игр;
- Фигура Лары Крофт из Tomb Raider: Legend представлена в Музее Игрушек в Пенанге[англ.], который находится в Малайзии;
- Фигура Лары Крофт из второго фильма представлена на Киностудии Рамоджи, которая находится в городе Хайдарабад.

## Достижения
За свою 20-летнюю историю, серия Tomb Raider и её главная героиня Лара Крофт получили множество достижений. Среди них есть наиболее значимые:
- В 2000 году Лара Веллер в образе Лары Крофт получила награду «Sunglass Wearer of the Year»;
- В 2000 году, в одном из местных заведений камбоджийского города Сиемреап под названием «The Red Piano», который расположен неподалёку от храмового комплекса Та Прум, отдыхала актриса Анджелина Джоли в перерывах между съёмочными сессиями фильма «Лара Крофт: Расхитительница гробниц». В честь известной гостьи был назван крепкий алкогольный коктейль «Tomb Raider», в состав которого входит ликёр куантро, лимонный сок и содовая вода[103];
- После того, как прошли съёмки отдельных сцен фильма «Лара Крофт: Расхитительница гробниц» в храме Та Прум XII века, камбоджийские власти переименовали его в храм Анджелины Джоли. Изменение названия зависело от многих причин. Во-первых, местные жители были впечатлены мастерством актёрской игры американской актрисы, а во-вторых, просмотр фильма сподвигнул многих путешественников посетить Камбоджу и осмотреть местные достопримечательности. Первоначально строение, находящееся в храмовом комплексе Ангкор-Ват, называлось Раджавихара, или Королевский монастырь;
- В 2006 году Лара получила звезду на аллее Walk of Game[104][105];
- В 2010 году в городе Дерби на юге Англии, 89 % опрошенных проголосовали в пользу того, чтобы появилась улица, названная в честь Лары Крофт[106]. Именно в этом городе находилась студия Core Design, занимавшаяся разработкой первых шести частей серии Tomb Raider[107];
- За 2011 год протагонистка появилась на обложках более чем трёх десятков журналов[108];
- В 2013 году Лара Крофт одержала победу в номинации «Персонаж года 2013» во время итальянской игровой церемонии «Drago D’oro»;
- В 2015 году Лара Крофт из Rise of the Tomb Raider стала победителем в номинации «Лучший герой» 2015 года на девятнадцатой ежегодной премии D.I.C.E Awards;
- На церемонии награждения SXSW Gaming Awards 2016, Лара Крофт из Rise of the Tomb Raider победила в номинации «Самый крепкий персонаж». Победа присуждается лучшему игровому персонажу, произведший самое потрясающее впечатление;
- В 2016 году Лара Крофт была официально помещена в Зал славы 34-й премии «Золотой джойстик» за её влияние на индустрию видеоигр[109].

### В книге рекордов Гиннесса
- В 2006 году Лара Крофт была названа «Самой успешной человеческой героиней видеоигры»[110]. Запись об этом вошла в международную книгу рекордов Гиннесса;
- В 2008 году Лара Крофт удостоилась трёх рекордов — «Самая быстро продаваемая игра Tomb Raider», «Самый кассовый фильм» и «Самый узнаваемый женский персонаж видеоигры». Все номинации были занесены в игровую версию Книги рекордов Гиннеса 2008. Также в книге был отмечен ещё один рекорд — это «Самое быстрое прохождение Tomb Raider». Награда досталась некой Стейси Коррон, которая закончила игру всего за два часа 39 минут и 30 секунд[111];
- В 2009 году Лара Крофт появилась на обложке игровой версии Книги рекордов Гиннеса 2009, в которой также удостоилась нескольких номинаций — «Самый узнаваемый женский персонаж в видеоиграх», «Самое кассовое ответвление компьютерной игры», «Самое большое количество реальных моделей, представляющих игру» и «Самая успешная героиня видеоигры»;
- В 2010 году Лара Крофт получила сразу шесть номинаций — «Наиболее успешная героиня из видеоигры», «Наиболее узнаваемый женский персонаж в видеоигре», «Наиболее детальный персонаж видеоигры», «Самое большое количество реальных моделей представляющих игру», «Наивысший дополнительный доход от игры» и «Самая успешная экранизация». Все рекорды включили в игровую версию Книги рекордов Гиннеса 2010[112][113];
- В 2011 году Лара получила номинации за «Самое большое количество моделей, официально представлявших персонажа игры в реальной жизни» и «Самую успешную экранизацию». Также была признана как «Одна из самых успешных персонажей видеоигр» — Лара заняла 7 место в списке пятидесяти лучших персонажей компьютерных игр всех времён[114][115]. Список был составлен по итогам голосования читателей;
- В 2014 году в Книгу рекордов Гиннеса 2015 для игроков попал фанат серии, которого зовут Родриго Мартин Сантос. Прославился он тем, что стал обладателем «Самой большой коллекции памятных вещей, связанных с серией Tomb Raider». В апреле 2014 года было подсчитано, что у Родриго ни много, ни мало — 2,383 сувенира[116][117][118][119]. Также был установлен ещё один рекорд — «Самое быстрое глючное скоростное прохождение сингл-кампании Tomb Raider». Этот рекорд был установлен 25 мая 2007 года игроком под именем Ali «AKA» Gordon, он прошёл игру за 1 час, 50 минут и 16 секунд. Сама Лара Крофт была названа «Самой популярной героиней видеоигр»;
- В 2016 году Ларе Крофт отдали мировой рекорд за «Самое большое количество обложек журналов с персонажем видеоигры» — главная героиня серии Tomb Raider появлялась на обложках различных журналов как минимум 1400 раз[120][121]. Также была получена номинация за «Крупнейший сбор людей, одетых как Лара Крофт», который был организован фанатами на выставке Paris Games Week в 2016 году. Сразу 270 человек примерили на себе образ Лары Крофт[122][123][124].

### В рейтингах
Лара Крофт неоднократно занимала места в различных рейтингах игровых персонажей. Вот лишь некоторые из них:
- Лара Крофт заняла первое место в списке самых великих женских персонажей в истории компьютерных игр по версии Tom’s Games (англ. The 50-Greatest Female Characters in the History of Video Games)[125];
- Англоязычный игровой сайт GamesRadar опубликовал заметку, которая была посвящена исследованию сайта MyVoucherCodes.co.uk, который опросил около 1400 мужчин и около 1000 женщин на предмет их любимого игрового персонажа. При этом мужчины выбирали персонажа женского пола, а женщины — мужского пола. В результате для каждого был составлен рейтинг из десяти самым популярных персонажей. Лара Крофт заняла в рейтинге женских персонажей третье место[126];
- По версии игрового ресурса Playground.ru в рейтинге самых сексуальных героинь компьютерных игр Лара Крофт заняла 1 место[127];
- По версии издания Cre8tive Commando, Лара также входит в топ 50 горячих персонажей-девушек из видеоигр[128];
- Англоязычный сайт gametrailers.com включил Лару Крофт в рейтинг «Горячих и обнаженных девушек из видеоигр»[129][130];
- Лара занимает первое место в рейтинге «Лучшие героини компьютерных игр: ТОП 20» от журнала CHIP[131];
- Получила первое место в «Top 50 Hottest Game Babes» по версии GameDaily[132];
- Сайт UGO.com[англ.] поставил Лару на второе место в топе «игровая красотка всех времён»[133];
- Журнал Empire поставил Лару на пятое место в списке 50 величайших персонажей компьютерных игр[134];
- Сайт Actiontrip поставил Лару на первое место в своём списке «10 цыпочек из компьютерных игр»[135];
- Журнал «Мир Фантастики» поставил Лару Крофт на 5 место в списке «10 самые-самые героини фантастики»[136];
- Сайт «GamesRadar» назвал новою версию Лары Крофт из игры 2013 года победительницей чарта «Самое потрясное переосмысление персонажей» (англ. Coolest character reinvention). Мисс Крофт обошла таких героев как, Агент 47 из Hitman: Absolution, Серу Феррон из Final Fantasy XIII-2, Пингивина из Batman: Arkham City и капитана Андерсона из Mass Effect 3[137];
- Сайт virginmedia.com составил рейтинг «10 лучших крошек, которые могут занять место Лары», который включает десять женских персонажей компьютерных игр, которые достаточно хороши, чтобы потеснить Лару Крофт на пьедестале лучшей героини игр.[138].
- Лара Крофт признана самым культовым персонажем видеоигр всех времён по версии BAFTA в 2024 году[139].

### В рекламе
Лара Крофт появлялась не только в рекламе игр и фильмов со своим участием, но и в рекламных роликах различной продукции:
- C 1997 по 1998 год появлялась в рекламе игровой приставки PlayStation. Все ролики выпустила компания Sony, одним из талисманом которой в то время была Лара. Сама реклама была показана на территории США[140][141][142][143][144];
- ТВ-реклама 1998 года коллекционных фигурок Лары Крофт от американской компании «Playmates Toys»[145];
- Реклама с участием Лары Крофт под названием «Bud»[146];
- Также Лара Крофт появлялась во многих рекламах напитка «Lucozade»[147][148][149][150][151][152][153][154][155];
- В 1999 году Лара появлялась во французской рекламе моделей испанского автомобиля «Seat». В четырёхсерийных роликах рекламировались такие марки автомобилей, как «Cordoba Vario», «Arosa», «Ibiza», «Alhambra»[156][157];
- На выставке «Lara Goes Art» (см. выше) была показана реклама под названием «Lara Croft» с участием самой Лары Крофт, которая была выпущена в мае 1999 года. В ней рекламировался немецкий фэшн-журнал «Brigitte». Анимация для ролика была разработана SZM Studios совместно с рекламным агентством JVM Werbeagentur[158];
- В 1999 году Лара Крофт рекламировала телевизионный канал «Sci-Fi» в промо-ролике «I am Sci-Fi»[159];
- Лара Крофт появлялась в рекламе компании «Nike», который транслировали по каналу MTV[160];
- В рамках промо-кампании игры Tomb Raider: Последнее откровение, Лара Крофт участвовала в рекламе игровой консоли Dreamcast. Ролик вышел на трёх языках — английском, немецком и французском[161][162][163];
- В рамках промо-кампании игры TR: Последнее откровение, Лара Веллер в образе Лары Крофт появлялась в рекламном ролике сайта zdnet.com[164];
- В рамках промо-кампании игры Tomb Raider: Chronicles, в 2000 году Люси Кларксон в образе Лары Крофт появлялась в рекламе видеокарты модели Voodoo5 5500 от 3dfx Interactive[165];
- Реклама 2000 года фирменной линии одежды с изображением Лары Крофт, которая называлась LARA ©. Различные товары этого бренда выпускалась с 1999 по 2000 год и часто рекламировалась официальными моделями — Нелл Макэндрю и Ларой Веллер[166];
- Рекламный ролик страховой компании «La Luxembourgeoise», снятый в 2000 году и являющийся в то же время пародией на рекламу 80-x — 90-x годов. В ролике использован образ Лары Крофт[167];
- В рамках промо-кампании фильма «Лара Крофт: Расхитительница гробниц», образ Лары Крофт был использован в рекламном ролике Pepsi. В ней всем желающим предлагали поучаствовать в акции, призами которой являлись различный призы, включая игровую приставку PlayStation 2[168];
- В рамках промо-кампании первого фильма, в 2001 году была запущена реклама компании «Ericsson»[169][170];
- В рамках промо-кампании фильма «Лара Крофт: Расхитительница гробниц: Колыбель жизни», была запущена реклама телевизора Panasonic[171];
- В рамках промо-кампании игры «Tomb Raider: Ангел Тьмы», в 2003 году Лара Крофт и София Вергара в её образе появились в рекламных роликах платёжной системы Visa[172][173][174][175][176];
- В рамках промо-кампании игры «TR: Ангел Тьмы», российские локализаторы внедрили в неё плакаты, развешанные по улицам города, изображающие шоколад Шок XXL. Также Лара могла пополнять здоровье шоколадными батончиками этого же бренда[177];
- В рамках промо-кампании игры «TR: Ангел Тьмы», Лара Крофт появлялась в трёх промо-роликах американского канала кабельного и спутникового телевидения G4, посвященный миру видеоигр и игровому стилю жизни[178];
- Лара Крофт вместе с рок-идолом Лил Редом (Lil Red) появлялась в одном из анимированных промо-роликов компании BSKYB’s skyactive. Цель рекламы заключалась в том, чтобы заинтересовать зрителей сыграть в Tomb Raider в рамках их палитры интерактивных игр, которые были разработаны Uli Meyer Studios в 2003 году[179];
- Реклама экшен-фигурок Лары Крофт от французской компании Atlas[180];
- Образ Лары Крофт был использован в рекламе напитка Adrenaline Life[181];
- Образ Лары Крофт был использован в шести рекламных роликах дезодоранта Lady Speed Stick[182];
- Образ Лары Крофт был использован в румынской рекламе «ClickNet»[183];
- Персонаж по имени Клара Рофт появлялась в одном из эпизодов анимационного сериала Versus, выпускавшийся на сайте Tvigle.ru. Ролик, в то же время, являлся рекламой сухариков «Хрусteam»[184];
- В 2009—2010 году образ Лары Крофт был использован в ТВ-рекламе чипсов Pringles[185];
- Образ Лары Крофт был использован в рекламном ролике автомобиля Volkswagen Touran[186];
- В 2012 году образ Лары Крофт в исполнении косплейщицы Mado Gasteratou[187] был использован в греческой рекламе мегамаркета Public[188][189];
- В 2012 году фигурка Лары от компании NECA появлялась в рекламе автомобиля марки Chevy от Chevrolet[190][191];
- Образ Лары Крофт был использован в туристическом промо-ролике по заказу министерства туризма Камбоджи[192];
- Образ Лары Крофт в исполнении казахстанской певицы и актрисы Линды Нигматулиной был использован в рекламе DPD Казахстан, которая транслировалась в сети кинотеатров Кинопарк в Алма-Ате и Астане[193];
- В рамках промо-кампании игры Tomb Raider, Лара Крофт появлялась в рекламе беспроводного контроллера для Xbox 360, в которой также принял участие чемпион UFC Деметриус Джонсон. Также во время одного из своих боёв он был одет в футболке с логотипом игры[194];
- Образ Лары Крофт из перезапуска в исполнении музыкантки и художницы Майи Фелиситас был использован в рекламе казино Merkur, которая транслировалась в немецких кинотеатрах[195];
- В 2017 году образ Лары Крофт из перезапуска был использован в испанском рекламном ролике автомобиля Audi Q5[196].

## Сайты
- Официальный сайт (англ.)
- LaraCroft.Ru — Лара Крофт в России
- TombRaider.Ru — сайт, посвященный Ларе Крофт и серии Tomb Raider в России
- Эволюция Лары Крофт (англ.)
- Эволюция Лары от GameInformer